# Акомпанемент
Акомпанеме́нт (фр. Accompagner — супроводити) або музичний супровід — зазвичай означає музику, яка виконується разом з іншим видом мистецтва, наприклад, читанням або танцями, — інструментальний супровід. Це музичний супровід до сольної партії голосу або інструмента, а також до основної теми, мелодії музичного твору. Тобто, це сукупність допоміжних голосів, акордів або фігурацій, що служать гармонічною і ритмічною опорою основному мелодичному голосу. Акомпанемент виконує багато виразних функцій: доповнює висказане солістом, підкреслює і поглиблює психологічний зміст музики, створює образотворчий фон. В переносному значенні вказує на дії, події, явища, що супроводять що-небудь, утворюють тло чого-небудь.

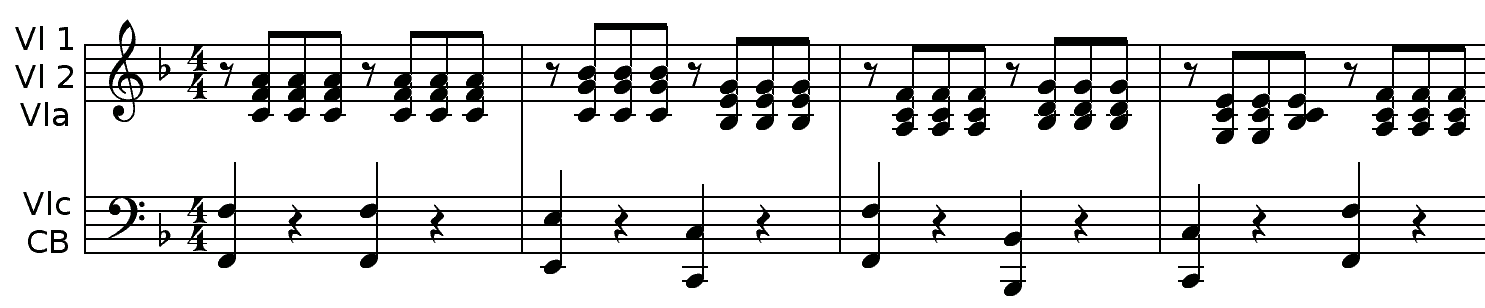
Схема акомпанементу для Моцарта.

Для серенади характерним є акомпанемент лютні, мандоліни, гітари, для співу псалмів — акомпанемент струнного інструменту. При категоризації за крупнішими групуючими елементами, акомпанементом є партія інструмента або ансамблю інструментів (в хорі — ансамблю співочих голосів), що супроводжують сольну партію співака або інструмента. Це музичний супровід основної партії (солістів) або головної мелодії (соло) вокального чи інструментального твору. Виконується оркестром, ансамблем, хором або на окремому інструменті (фортепіано, бандурі, баяні тощо).

## Історія
Сольний спів з інструментальним супроводом був поширений при дворах фараонів Стародавнього Єгипту у III і II тисячолітті до н.е. Під власний акомпанемент на кіфарі, лірі, арфі у Стародавній Греції співали мандрівні професійні співаки-рапсоди, поети-композитори (грецька поетеса Сапфо, що грає на кіфарі), міфічні герої Аполлон і Орфей. В середні віки це були народні співаки–оповідачі.
У цей же час в Європі поширюється мистецтво мандрівних артистів-універсалів, серед яких вихідці з народу. У Франції та Англії — це менестрелі, в Німеччині — шпільмани, а серед виконавців лицарського походження це — трубадури у Франції, мінезингери в Німеччині. Приблизно XIII століття є часом появи перших професійних акомпаніаторів — менестрелів.
До XVII століття в області акомпанементу домінували струнні інструменти (арфа, ліра, кіфара, лютня), а в кінці XVI доповнюються органом і клавесином. Акомпанемент не виписувався повністю, для запису його застосовували генерал-бас (яким позначався акомпанемент) або цифрований бас. Генерал-бас існував до середини XVIII століття, його використовували багато композиторів, в тому числі Г. Ф. Гендель, Й. С. Бах і інші, а потім втратив своє попереднє значення, і ним користуються лише для музичного скоропису в ролі музичної стенографії.
Розвиток акомпанементу, пов'язаний із загальним прогресом в музиці, внаслідок чого акомпанемент виріс з примітивної ритмічної підтримки голосу до найскладнішої за своїм змістом і технічним засобам викладу музики, став предметом навчання в музичних навчальних закладах. Соліст і акомпаніатор виконують один і той же твір, фактура якого розділена на дві складові частини. Акомпанемент має на меті гармонійне оздоблення основної мелодійної теми або ритмічної підтримки. Акомпанемент підкреслює і поглиблює психологічний і драматичний зміст музики, створює образотворчий фон. У сучасному музичному мистецтві прийнято виписувати увесь акомпанемент. 